# Eois amaryllaria
Eois amaryllaria är en fjärilsart som beskrevs av William Schaus 1901. Eois amaryllaria ingår i släktet Eois och familjen mätare. Inga underarter finns listade i Catalogue of Life.